# Hans Siebert (Pädagoge)
Johannes Georg Hans Siebert (* 20. Juli 1910 in Niedervellmar bei Kassel; † 7. April 1979 in Dresden) war ein kommunistischer Widerstandskämpfer, deutscher Pädagoge und Hochschullehrer an der TH Dresden.

## Leben
Siebert studierte an der PA Kassel von 1930 bis 1932 das Lehramt zum Volksschullehrer und schloss die Lehrerprüfung 1932 mit einer Abschlussarbeit zum Thema „Grundlagen der Sowjeterziehung“ ab. Ende 1931 trat er in die KPD ein. Dann arbeitete er bei der Schulbehörde Kassel im Arbeiterviertel Kassels bis Februar 1933, als er aus politischen Gründen fristlos entlassen wurde. Er begann seine illegale politische Arbeit und musste in Schutz- und Untersuchungshaft im Zuchthaus Kassel-Wehlheiden und KZ Lichtenburg bei Halle. Nach der Entlassung im August 1935 arbeitete er als Straßen- und Landarbeiter, bis er im September 1936 nach England aus politischen Gründen emigrierte. Er wirkte als Sekretär im Komitee für spanische Flüchtlingskinder  (ca. 3.000) in London von Mai 1937 bis April 1940. 1940 wurde er kurzzeitig auf der Insel Man interniert. Dann wurde er neben seiner Tätigkeit im Vorstand des Freien Deutschen Kulturbunds bis 1947 Gewerkschaftssekretär und leitete ab 1945 die verbliebene KPD-Sektion in Großbritannien mit. Außerdem leitete er ehrenamtlich das Komitee für deutsche, besonders jüdische Flüchtlingskinder. Er organisierte gemeinsam mit Jürgen Kuczynski die 1. internationale Konferenz antifaschistischer Wissenschaftler in London noch während des II. Weltkrieges, gründete als Sekretär 1940 (offiziell 1942) und leitete gemeinsam mit Alfred Meusel die Freie Deutsche Hochschule in London. Pädagogisch grenzte er sich von pauschalen Verurteilungen der deutschen Erziehungstradition in der Art Vansittarts ab und zugleich von den sozialdemokratischen Ideen einer idealistischen demokratiepädagogischen reeducation, wie sie z. B. Minna Specht entwickelte. Siebert wollte die sozioökonomischen Wurzeln beseitigen und empfahl den Alliierten ein massives Durchgreifen im Bildungsbereich, also umfangreiche Entlassungen.
Im September 1947 kehrte er nach Berlin in Deutschland zurück und wurde der Schulreferent im Zentralsekretariat, Vorläufer des ZK der SED. Ende 1948 wechselte er als Abteilungsleiter für Unterricht und Erziehung in die Zentralverwaltung für Volksbildung Berlin, woraus Ende 1949 das Ministerium für Volksbildung (DDR) wurde. In dieser Funktion gründete und plante er das Deutsche Pädagogische Zentralinstitut, dessen Direktor er für wenige Monate bis 1950 zugleich wurde. Er sorgte für eine Abwendung von der deutschen Reformpädagogik und Zuwendung zur Sowjetpädagogik. Hinter Paul Wandel galt er als der zweite Mann des MfV, mit guten Kontakten zu Kurt Hager.
Dann wechselte er im Spätsommer 1950 als freier Mitarbeiter zum Verlag Volk und Wissen, weil er plötzlich als Westexilant nicht linientreu genug erschien (Field-Affäre). Auch das nun begonnene Promotionsverfahren an der HU Berlin mit einer Dissertation über Adolph Diesterweg stieß auf Widerspruch von Robert Alt und Gerda Mundorf, weil er die wissenschaftlichen Regeln kaum beachtete. Im April 1952 wurde er noch zum Professor für Pädagogik an der Pädagogischen Hochschule Potsdam berufen, bevor er im Mai 1952 als Leiter an das Pädagogische Institut Dresden ging, das 1953 den Dienst aufnahm. 1959 ging er für wenige Monate noch einmal zurück an das DPZI in Berlin als Leiter der Abteilung Lehrerbildung, was ihm als zu geringwertig vorkam. Doch seine Kritik nutzte wenig. Ende 1960 wurde er an die TH Dresden, Fakultät für Berufspädagogik und Kulturwissenschaften, als Professor mit Lehrauftrag für Geschichte und Theorie der sozialistischen Pädagogik berufen, 1969 umbenannt zum Professor für Marxistisch-leninistische Erziehungstheorie. Ende 1970 wurde er emeritiert. Er war seit 1970 Mitglied der Akademie der Pädagogischen Wissenschaften der DDR und erhielt viele weitere Auszeichnungen.
Siebert war seit 1942 mit der Malerin Priscilla Ann Siebert (1917–2020) geb. Thornycroft verheiratet. Das Paar hatte zwei Töchter.
Siebert starb nach langer Krankheit im 69. Lebensjahr. Die Trauerfeier fand am 17. April 1979 im Krematorium Dresden-Tolkewitz statt.

## Schriften
- Der Fall Professor Huber, 1943
- Die fatale letzte Patrone, 1943
- Lenin und die Jugend, 1949
- Was sind Märchen?, 1952
- Adolph Diesterweg: Seine Bedeutung für die Entwicklung der Erziehung und Bildung in Deutschland, Berlin 1953[2]
- Grundlagen sozialistischer Pädagogik, Lehrbriefe 1964 ff

## Auszeichnungen
- Verdienter Lehrer des Volkes 1956
- Pestalozzi-Medaille in Bronze 1957
- Vaterländischer Verdienstorden in Bronze 1957
- Medaille für Kämpfer gegen den Faschismus 1933 bis 1945
- Dr. päd. E. h. am 23. Juni 1970 Akademie der Pädagogischen Wissenschaften der DDR
- Dr. phil. h. c. am 19. September 1975 Pädagogische Hochschule „Karl Friedrich Wilhelm Wander“ Dresden
- Vaterländischer Verdienstorden in Gold 1975

## Einzelbelege
1. ↑  Traueranzeige in der Tageszeitung Neues Deutschland vom 16. April 1979, Digitalisat im DFG Viewer, Seite 8, Anmeldung erforderlich.
2. ↑  Gutachten zum Dissertationsentwurf. DIPF Archivdatenbank, 1952, abgerufen am 15. Juli 2018.

| Personendaten    | Personendaten                                             |
| ---------------- | --------------------------------------------------------- |
| NAME             | Siebert, Hans                                             |
| ALTERNATIVNAMEN  | Siebert, Johannes Georg Hans                              |
| KURZBESCHREIBUNG | deutscher Pädagoge und kommunistischer Widerstandskämpfer |
| GEBURTSDATUM     | 20. Juli 1910                                             |
| GEBURTSORT       | Niedervellmar                                             |
| STERBEDATUM      | 7. April 1979                                             |
| STERBEORT        | Dresden                                                   |